# Celestial Lineage
Celestial Lineage è il quarto album del gruppo musicale statunitense Wolves in the Throne Room, pubblicato nel 2011 dalla Southern Lord Records.

## Tracce
1. Thuja Magus Imperium – 11:42
2. Permanent Changes in Consciousness – 1:55
3. Subterranean Initiation – 7:10
4. Rainbow Illness – 1:28
5. Woodland Cathedral – 5:26
6. Astral Blood – 10:16
7. Prayer of Transformation – 10:58

## Formazione

### Gruppo
- Nathan Weaver - voce e chitarra
- Will Lindsay - chitarra, batteria, tastiera
- Jessika Kenney - voce